# Ganz (empresa)
Las industrias Ganz (en húngaro: Ganz vállalatok o Ganz Művek; lit. compañías Ganz, anteriormente Ganz y Partner Iron Mill and Machine Factory) fue un grupo de empresas que operaron entre 1845 y 1949 en Budapest, Hungría. Su nombre viene de Ábrahám Ganz, fundador y el gerente de la empresa. Es conocido por la fabricación de tranvías, pero también fue pionero en la aplicación de corriente alterna trifásica a los ferrocarriles eléctricos. Ganz también fabricó barcos (Ganz Danubius), estructuras de acero para puentes (Ganz Acélszerkezet) y equipos de alto voltaje (Ganz Transelektro). A principios del siglo XX, la compañía experimentó su apogeo, se convirtió en la tercera empresa industrial más grande del Reino de Hungría después de Manfréd Weiss Steel and Metal Works y la compañía MÁVAG. Desde 1989, varias partes de Ganz han sido tomadas por otras compañías.

## Historia
Antes de 1919, la compañía construía transatlánticos, acorazados y submarinos de tipo acorazado, centrales eléctricas, automóviles y muchos tipos de aviones de combate.

La compañía fue fundada por Ábrahám Ganz en 1844. Fue invitado a Pest, Hungría, por el conde István Széchenyi y se convirtió en el maestro de reparto en la planta de molino de rodillos (conocido como Hengermalom en húngaro). En 1854 comenzó a fabricar ruedas de ferrocarril de fundición dura en su propia planta fundada en 1844. Desarrolló con éxito una tecnología de fundición de ruedas de ferrocarril; Fue el nuevo método de "fundición de la corteza" para producir ruedas ferroviarias de hierro baratas pero resistentes, lo que contribuyó en gran medida al rápido desarrollo ferroviario en Europa Central. Se vendieron 86,074 piezas de ruedas de fundición dura a 59 compañías ferroviarias europeas hasta 1866. En consecuencia, esta fábrica jugó un papel importante en la construcción de la infraestructura del Reino Húngaro y del Imperio Austrohúngaro. En este momento las máquinas agrícolas , locomotoras de vapor, bombas y vagones de ferrocarril fueron los principales productos. A principios del siglo XX, del 60 al 80% de los productos de la fábrica se vendían para exportación.

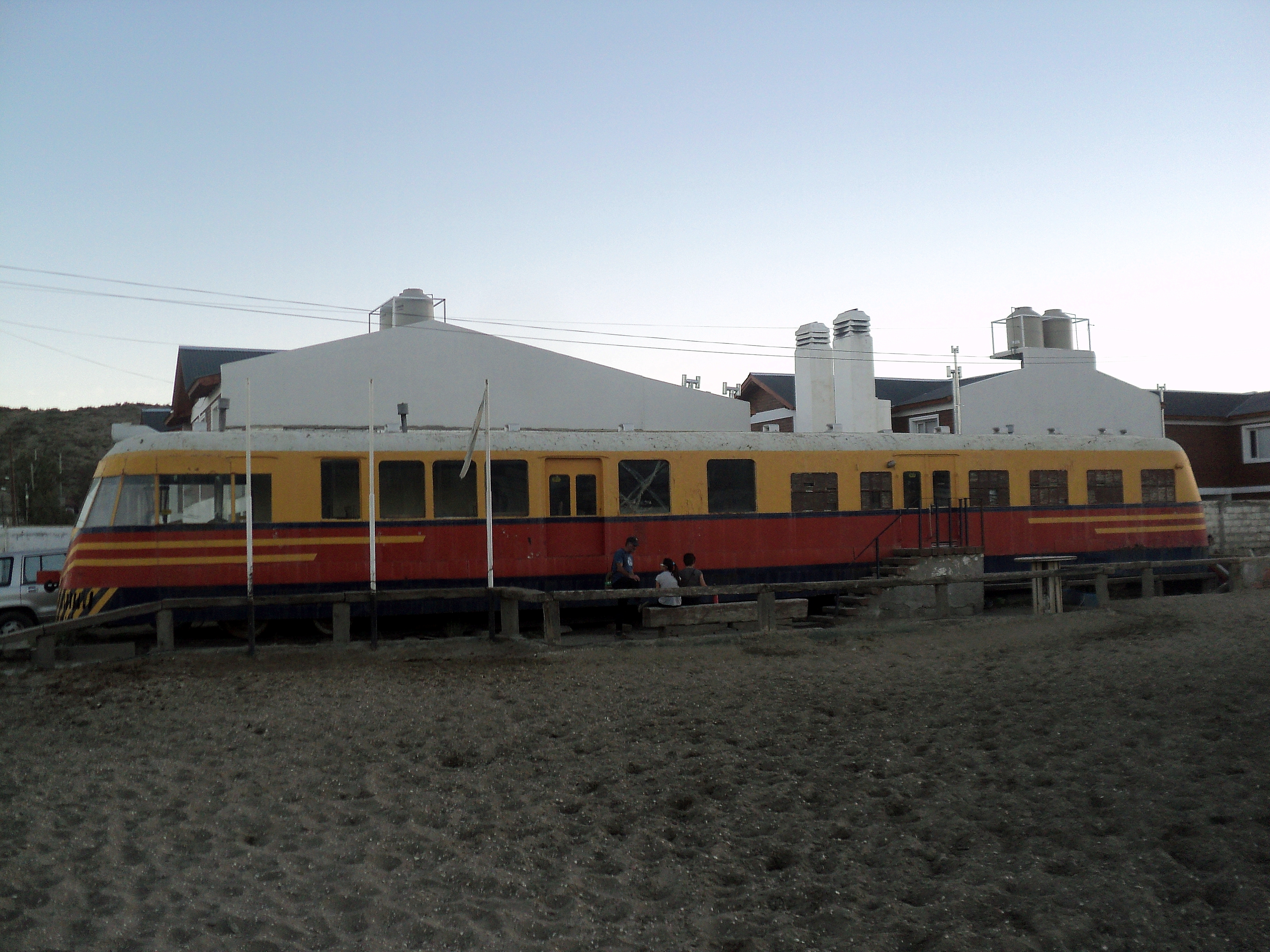
Coche motor Ganz en Rada Tilly, más precisamente en la escuela de equitación. Era conocido como Autovía Grande. Nótese su acceso modificado que con una escaleras hecha de durmientes. Es notorio su largo lo que permitía llevar gran cantidad de pasajeros y hasta cargas en el viaje de larga distancia del Ferrocarril Comodoro Rivadavia a Colonia Sarmiento quien fuera usuario de este material hasta su cierre en 1978.

A fines del siglo XIX, los productos de Ganz y Partner Iron Mill and Machine Factory (en adelante, Ganz Works) promovieron la expansión de las transmisiones de corriente alterna.